# Wealth Planet Perugia Volley 2018-2019
Questa voce raccoglie le informazioni riguardanti la Wealth Planet Perugia Volley nelle competizioni ufficiali della stagione 2018-2019.

## Rosa
| N° | Nome                | Ruolo | Data di nascita   | Nazionalità sportiva |
| -- | ------------------- | ----- | ----------------- | -------------------- |
| 1  | Luisa Casillo       | C     | 8 luglio 1988     | Italia               |
| 2  | Giulia Pietrelli    | S     | 27 agosto 1988    | Italia               |
| 3  | Eleonora Bruno      | L     | 15 aprile 1994    | Italia               |
| 4  | Ludovica Marchi     | P     | 4 agosto 1999     | Italia               |
| 5  | Eleonora Fastellini | S/O   | 15 aprile 1986    | Italia               |
| 7  | Giulia Kotlar       | C     | 25 gennaio 1989   | Italia               |
| 8  | Carolina Santibacci | S     | 8 novembre 1998   | Italia               |
| 9  | Ilaria Demichelis   | P     | 27 agosto 1987    | Italia               |
| 11 | Irina Smirnova      | S/O   | 14 aprile 1990    | Russia               |
| 12 | Giulia Pascucci     | S     | 29 settembre 1993 | Italia               |
| 13 | Michela Catena      | S     | 11 settembre 1991 | Italia               |
| 16 | Giulia Gierek       | S     | 16 giugno 1997    | Italia               |
| 18 | Chiara Lapi         | C     | 3 marzo 1991      | Italia               |

## Risultati

### Serie A2

#### Girone di andata
| 1ª giornata - 8 ottobre 2018 PalaEvangelisti, Perugia                    | Wealth Planet Perugia | 3 - 1 | Olimpia Teodora       | 23-25, 25-19, 25-10, 25-21        |
| 2ª giornata - 14 ottobre 2018 PalaCesari, Cutrofiano                     | Cutrofiano            | 3 - 2 | Wealth Planet Perugia | 25-23, 15-25, 25-22, 22-25, 15-10 |
| 3ª giornata - 21 ottobre 2018 PalaCollodi, Montecchio Maggiore           | Montecchio Maggiore   | 1 - 3 | Wealth Planet Perugia | 17-25, 12-25, 25-17, 27-29        |
| 4ª giornata - 27 ottobre 2018 PalaEvangelisti, Perugia                   | Wealth Planet Perugia | 3 - 0 | CUS Torino            | 25-23, 25-17, 25-20               |
| 5ª giornata - 1º novembre 2018 Palazzetto dello sport, S. Giovanni in M. | Adolfo Consolini      | 3 - 1 | Wealth Planet Perugia | 25-19, 25-16, 22-25, 25-17        |
| 6ª giornata - 4 novembre 2018 PalaBellina, Marsala                       | Marsala               | 1 - 3 | Wealth Planet Perugia | 25-18, 17-25, 20-25, 17-25        |
| 7ª giornata - 10 novembre 2018 PalaEvangelisti, Perugia                  | Wealth Planet Perugia | 3 - 2 | Academy Sassuolo      | 25-12, 22-25, 23-25, 26-24, 15-12 |
| 8ª giornata - 17 novembre 2018 PalaSanbapolis, Trento                    | Trentino Rosa         | 1 - 3 | Wealth Planet Perugia | 24-26, 19-25, 25-21, 23-25        |

#### Girone di ritorno
| 1ª giornata - 2 dicembre 2018 PalaCosta, Ravenna        | Olimpia Teodora       | 2 - 3 | Wealth Planet Perugia | 22-25, 25-17, 20-25, 25-23, 11-15 |
| 2ª giornata - 9 dicembre 2018 PalaEvangelisti, Perugia  | Wealth Planet Perugia | 1 - 3 | Cutrofiano            | 20-25, 25-14, 22-25, 21-25        |
| 3ª giornata - 16 dicembre 2018 PalaEvangelisti, Perugia | Wealth Planet Perugia | 3 - 0 | Montecchio Maggiore   | 25-18, 31-29, 25-21               |
| 4ª giornata - 23 dicembre 2018 PalaRuffini, Torino      | CUS Torino            | 3 - 0 | Wealth Planet Perugia | 25-21, 25-22, 25-21               |
| 5ª giornata - 26 dicembre 2018 PalaEvangelisti, Perugia | Wealth Planet Perugia | 3 - 1 | Adolfo Consolini      | 25-22, 27-25, 18-25, 25-12        |
| 6ª giornata - 29 dicembre 2018 PalaEvangelisti, Perugia | Wealth Planet Perugia | 3 - 0 | Marsala               | 25-22, 25-17, 25-13               |
| 7ª giornata - 6 gennaio 2019 PalaPaganelli, Sassuolo    | Academy Sassuolo      | 1 - 3 | Wealth Planet Perugia | 22-25, 21-25, 25-23, 17-25        |
| 8ª giornata - 20 gennaio 2019 PalaEvangelisti, Perugia  | Wealth Planet Perugia | 3 - 2 | Trentino Rosa         | 26-24, 22-25, 25-13, 8-25, 15-12  |

#### Pool promozione

##### Girone di andata
| 1ª giornata - 10 febbraio 2019 Palazzetto dello sport, Martignacco | Libertas Martignacco  | 0 - 3 | Wealth Planet Perugia | 21-25, 16-25, 20-25               |
| 2ª giornata - 16 febbraio 2019 PalaEvangelisti, Perugia            | Wealth Planet Perugia | 3 - 1 | VolAlto Caserta       | 21-25, 25-20, 25-15, 25-13        |
| 3ª giornata - 24 febbraio 2019 PalaEvangelisti, Perugia            | Wealth Planet Perugia | 3 - 1 | Soverato              | 25-19, 25-18, 22-25, 25-15        |
| 4ª giornata - 3 marzo 2019 PalaManera, Mondovì                     | Mondovì               | 1 - 3 | Wealth Planet Perugia | 18-25, 25-19, 21-25, 20-25        |
| 5ª giornata - 10 marzo 2019 PalaEvangelisti, Perugia               | Wealth Planet Perugia | 2 - 3 | Zambelli Orvieto      | 25-22, 25-16, 24-26, 20-25, 20-22 |

##### Girone di ritorno
| 1ª giornata - 16 marzo 2019 PalaEvangelisti, Perugia | Wealth Planet Perugia | 3 - 0 | Libertas Martignacco  | 25-23, 25-14, 25-21               |
| 2ª giornata - 24 marzo 2019 PalaVignola, Caserta     | VolAlto Caserta       | 3 - 2 | Wealth Planet Perugia | 23-25, 22-25, 25-20, 25-16, 15-9  |
| 3ª giornata - 31 marzo 2019 PalaSurace, Palmi        | Soverato              | 2 - 3 | Wealth Planet Perugia | 20-25, 25-17, 21-25, 25-20, 7-15  |
| 4ª giornata - 7 aprile 2019 PalaEvangelisti, Perugia | Wealth Planet Perugia | 3 - 2 | Mondovì               | 23-25, 26-24, 22-25, 25-13, 16-14 |
| 5ª giornata - 14 aprile 2019 PalaPapini, Orvieto     | Zambelli Orvieto      | 2 - 3 | Wealth Planet Perugia | 25-17, 22-25, 25-23, 20-25, 11-15 |

### Coppa Italia di Serie A2

#### Fase a eliminazione diretta
| Quarti di finale - 13 gennaio 2019 PalaEvangelisti, Perugia | Wealth Planet Perugia | 1 - 3 | Libertas Martignacco | 25-21, 20-25, 25-27, 23-25 |

## Statistiche

### Statistiche di squadra
| Competizione             | Punti | In casa | In casa | In casa | In trasferta | In trasferta | In trasferta | Totale | Totale | Totale |
| Competizione             | Punti | G       | V       | P       | G            | V            | P            | G      | V      | P      |
| ------------------------ | ----- | ------- | ------- | ------- | ------------ | ------------ | ------------ | ------ | ------ | ------ |
| Serie A2                 | 57    | 13      | 11      | 2       | 13           | 9            | 4            | 26     | 20     | 6      |
| Coppa Italia di Serie A2 | -     | 1       | 0       | 1       | 0            | 0            | 0            | 1      | 0      | 1      |
| Totale                   | -     | 14      | 11      | 3       | 13           | 9            | 4            | 27     | 20     | 7      |

G = partite giocate; V = partite vinte; P = partite perse